# Різа Лушта
Різа Лушта (алб. Riza Lushta; 22 лютого 1916, Косовська Митровиця — 6 лютого 1997, Турин) — албанський футболіст, більшу частину свого життя провів в Італії.